# 大理白族自治州非物质文化遗产博物馆
大理白族自治州非物质文化遗产博物馆是中华人民共和国云南省大理白族自治州大理市的一家博物馆，2016年11月11日正式开放，馆舍位于下关街道人民街113号。

## 历史沿革
博物馆馆舍是一座白族民居建筑，建于1940年代，原为喜洲商号“复春和”尹氏家族的宅邸；1950年起，被用作大理地委的办公及住宿院；1981年大理州文化局成立后，长期作为其办公场所直至2004年。此后，院落一度作为白族文化传习所使用。2013年，该建筑被列为第五批大理州文物保护单位，2015年完成全面修缮后，辟为大理州非物质文化遗产博物馆，作为大理建州60周年重点文化建设项目之一，于2016年11月11日正式对外开放。2019年，以“下关人民街113号白族民居四合院”的名称列为第八批云南省文物保护单位。

## 建筑特色
该四合院坐西向东，融合“三坊一照壁”与“四合五天井”的白族传统民居布局，总占地面积839平方米，建筑面积1079.98平方米，由正房、南北厢房、照壁、南北耳房、南北门楼、后花园组成。正房与南北厢房形成走马转角楼，正房为二层单檐硬山顶土木建筑，抬梁式梁架结构，面阔三间11.54米，通高8.86米。院内廊心墙面、照壁等处以薄砖镶砌锦框，内嵌天然大理石画。该建筑是下关城区留存不多且保存完整的民国时期的白族民居。

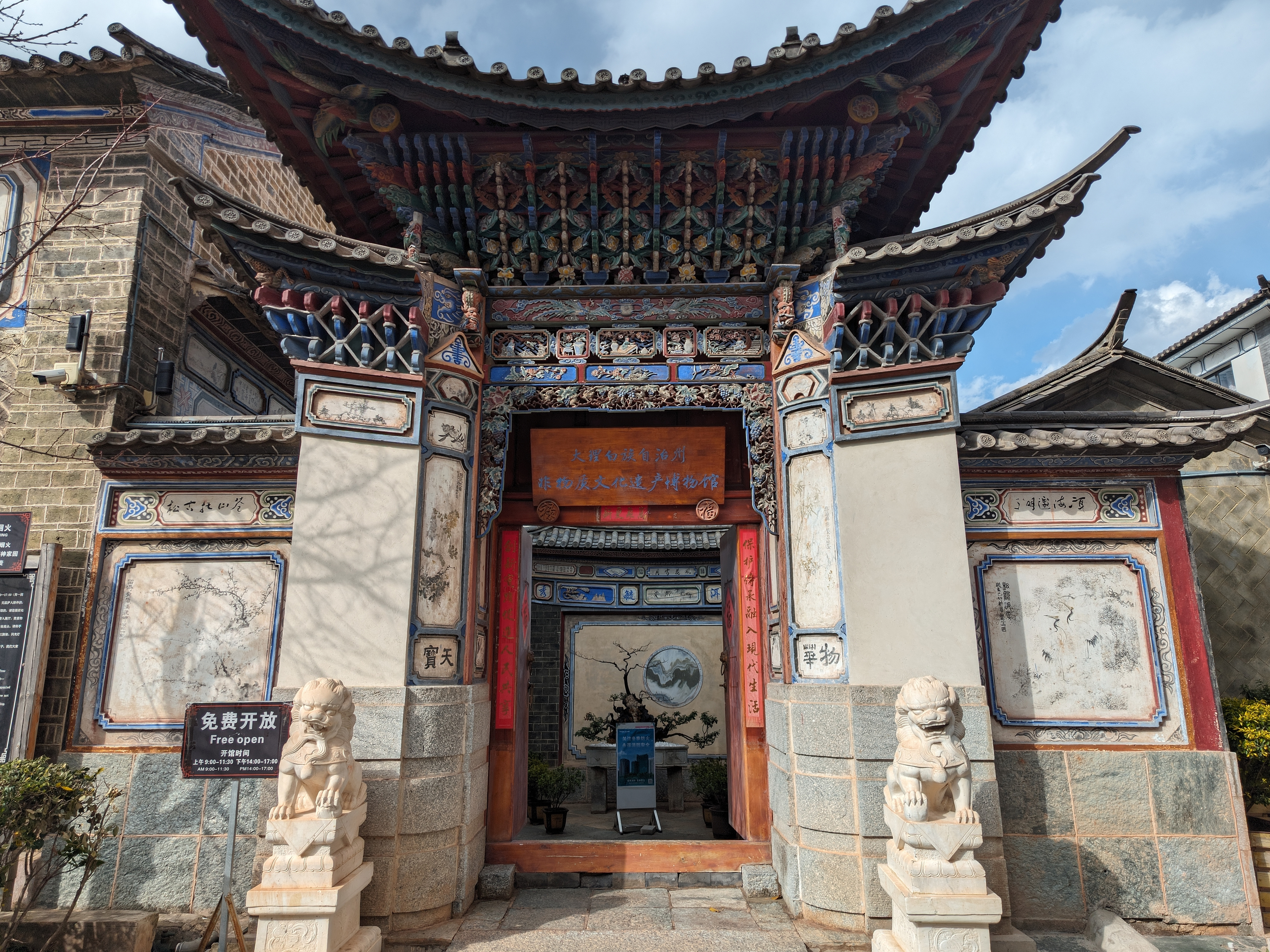
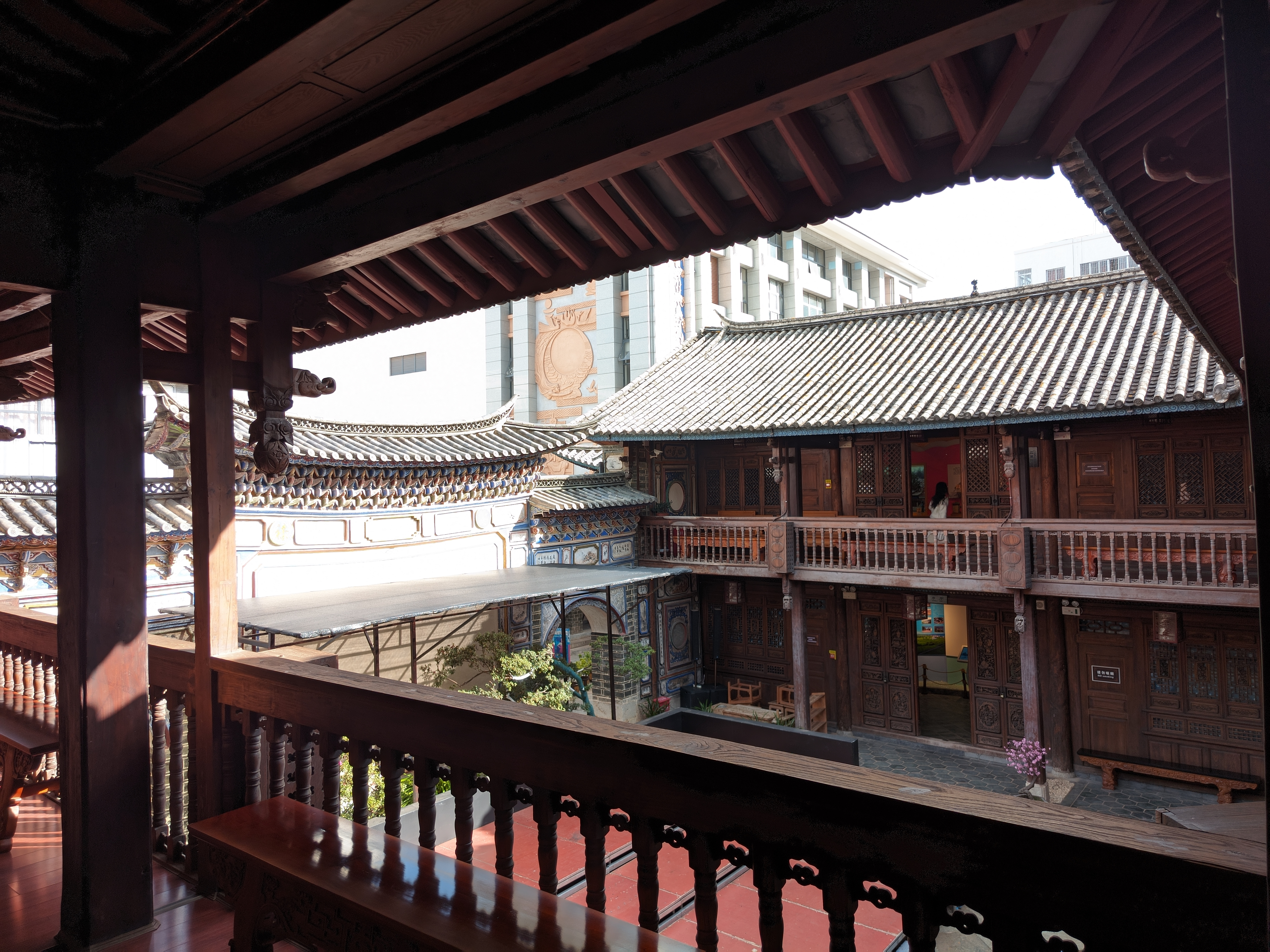
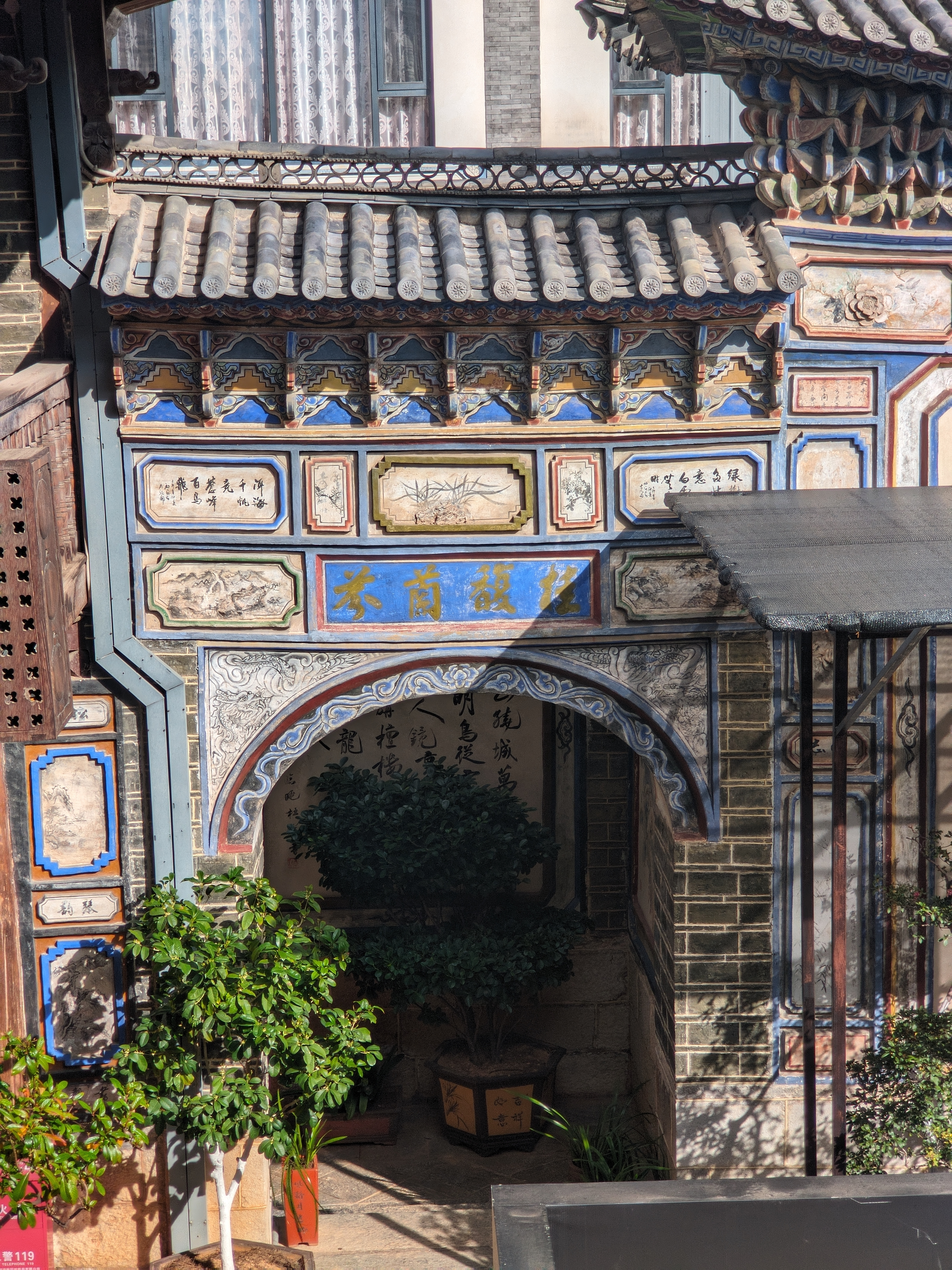
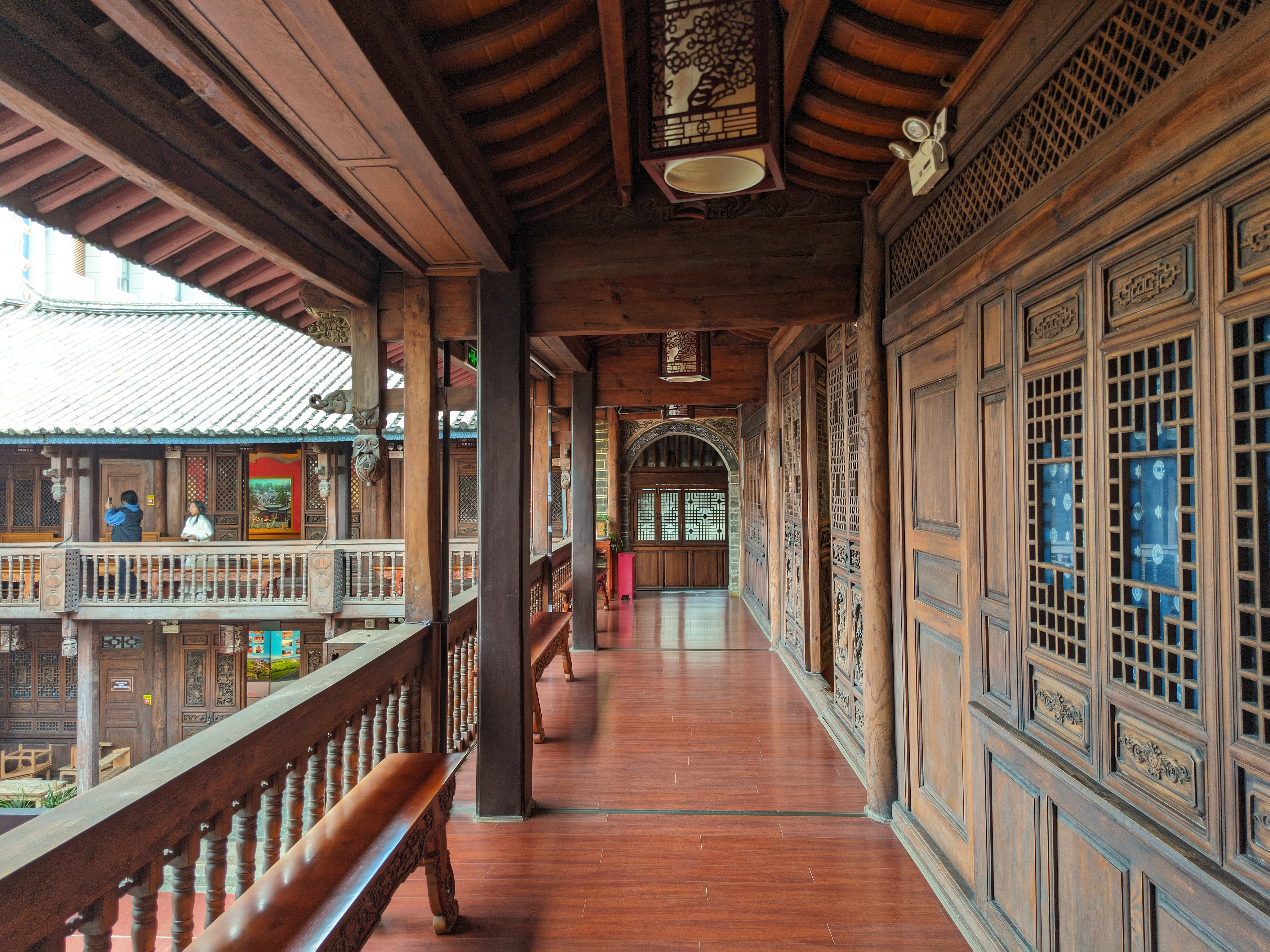

## 展览
博物馆设有序厅、“乡愁纪念册”（上、下）、“精神家园的守护人”“白族民间艺术的瑰宝”“千锤百炼的技艺”“巧同造化的技艺”、白族堂屋8个展厅，以及一个非遗活态展演舞台，展示大理州代表性非物质文化遗产项目及其传承人，并定期举行展演和非遗传承培训等活动。